# Perieți, Ialomița
Perieți là một xã thuộc hạt Ialomița, România. Dân số thời điểm năm 2002 là 3676 người.